# Carretera prefectural de Hokkaidō 2
La carretera prefectural de Hokkaidō 2 (北海道道2号洞爺湖登別線, Hokkaidô dô 2 gô Tôya-ko Noboribetsu sen) o línia Tôyako-Noboribetsu és una carretera prefectural de Hokkaido que connecta la vila de Tōyako, a la subprefectura d'Iburi amb la ciutat de Noboribetsu, també a Iburi. Com a carretera prefectural, la titularitat i gestió d'aquesta correspon al govern de Hokkaidō.

## Història
- 1 de març de 1954: S'inaugura la carretera amb el nom de "carretera prefectural 5".[1]
- 8 d'octubre de 1988: S'obri al públic el nou tunel d'Orofure (オロフレトンネル), permetent així el trànsit per la carretera durant tot l'any.
- 11 de maig de 1993: El ministeri de construcció del govern japonés designa la via com a carretera principal i l'anomena "línia Tôyako-Noboribetsu".[2]
- 1 d'octubre de 1994: Amb la reforma de la numeració per part del govern de Hokkaidô, la carretera passa a ser la número 2 de la xarxa viària prefectural.[3]

## Recorregut
Durant el recorregut, la carretera passa pel port de muntanya d'Orofure. Tot el recorregut de la carretera és a la subprefectura d'Iburi, al sud-est de Hokkaidô.
La carretera prefectural 2 travessa els següents municipis:
- Tōyako, districte d'Abuta, subprefectura d'Iburi.
- Sōbetsu, districte d'Usu, subprefectura d'Iburi.
- Noboribetsu, subprefectura d'Iburi.